# Vĩnh Trường (phường)
Vĩnh Trường là một phường cũ thuộc thành phố Nha Trang, tỉnh Khánh Hòa, Việt Nam.
Phường Vĩnh Trường có diện tích 1,34 km², dân số năm 1999 là 13.760 người, mật độ dân số đạt 10.269 người/km².